# Belle (1973)
Belle is een Belgisch-Franse dramafilm uit 1973 onder regie van André Delvaux.

## Verhaal
De schrijver Mathieu Grégoire ontmoet een geheimzinnige, jonge vrouw, die in een vervallen hut woont in de Hoge Venen. Hij raakt geobsedeerd door de vrouw en pendelt voortdurend tussen zijn woonplaats in Spa en de Hoge Venen.

## Rolverdeling
| Acteur              | Personage         |
| ------------------- | ----------------- |
| Jean-Luc Bideau     | Mathieu Grégoire  |
| Danièle Delorme     | Jeanne            |
| Adriana Bogdan      | Belle             |
| Roger Coggio        | Victor            |
| René Hainaux        | Gedeputeerde      |
| Stéphane Excoffier  | Marie             |
| John Dobrynine      | John              |
| Valerio Popesco     | Vreemdeling       |
| François Beukelaers | Valse vreemdeling |
| André Blavier       | Vincent           |